# Paul Rust
Paul Rust (Le Mars, 12 de abril de 1981) é um ator, comediante e escritor estadunidense.

## Filmografia

### Cinema
| Ano  | Título                      | Personagem        |
| ---- | --------------------------- | ----------------- |
| 2004 | Exquisite Corpse            | Jackson           |
| 2007 | Comedy Death-Ray            | Cast Member       |
| 2008 | Psycho Sleepover            | Paul              |
| 2008 | Semi-Pro                    | Wheelchair Darren |
| 2009 | I Love You, Beth Cooper     | Denis Cooverman   |
| 2009 | Paper Heart                 | Himself           |
| 2009 | Inglourious Basterds        | Andy Kagan        |
| 2010 | This Show Will Get You High | Cast Member       |

### Televisão
| Ano  | Título | Personagem |
| ---- | ------ | ---------- |
| 2015 | Love   | Gus        |